# Doyen de Christ Church

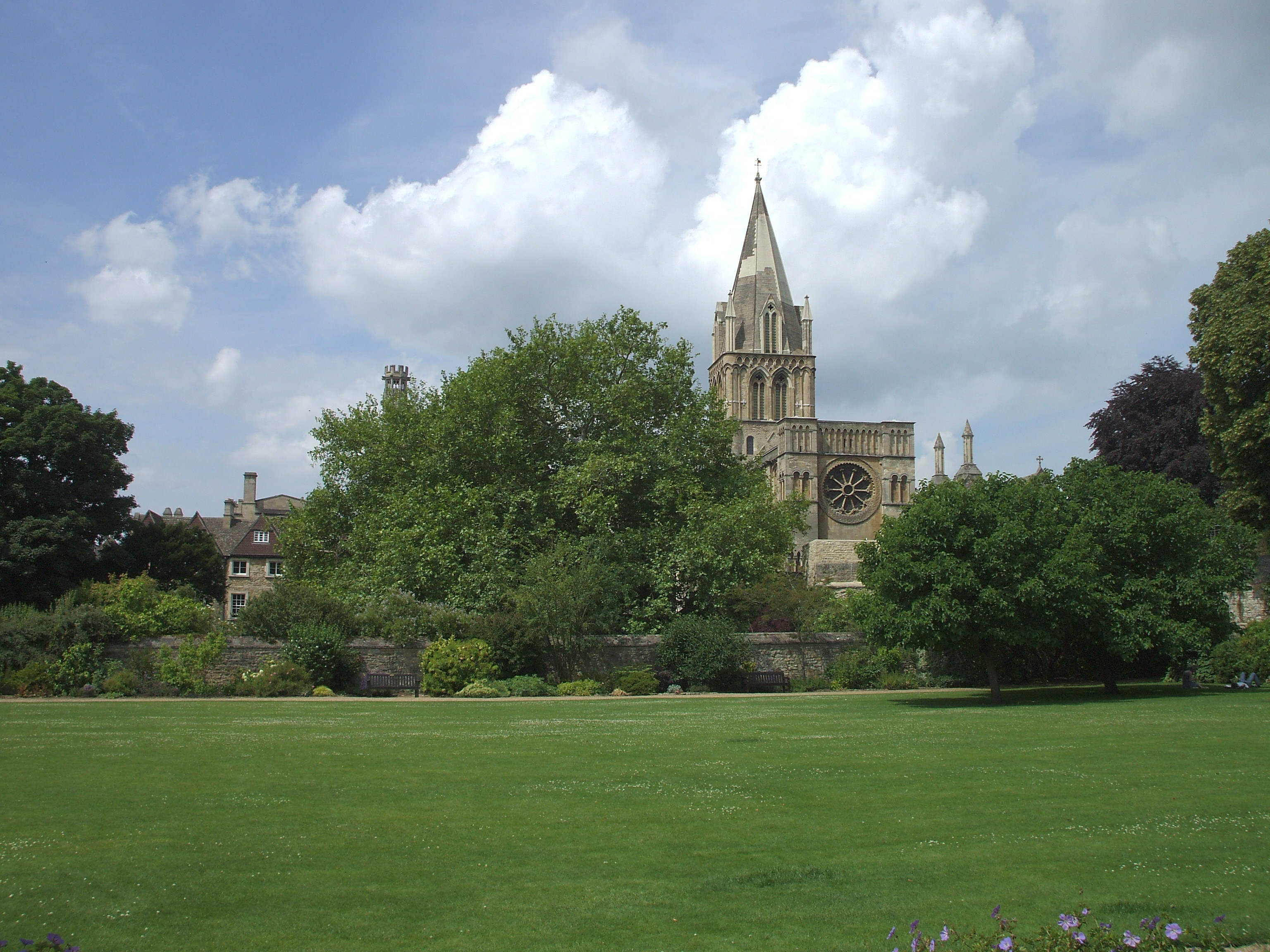
Cathédral Christ Church

Le doyen de Christ Church (Dean of Christ Church en anglais) est le doyen de la cathédrale Christ Church à Oxford et le chef du conseil d'administration de Christ Church, un collège constitutif de l'Université d'Oxford. La cathédrale est l'église mère du diocèse d'Oxford et siège de l'évêque d'Oxford. Le chapitre de chanoines de la cathédrale a formé l'instance dirigeante du collège depuis sa fondation, avec le doyen comme président primus inter pares et ipso facto chef du collège. Depuis le 4 octobre 2014, le doyen est Martyn Percy.

## Liste des doyens
De la fondation du diocèse en 1542 jusqu'en 1545, la cathédrale était à Osney. Là, le doyen était John London (jusqu'en 1543), puis Cox, qui a été renommé doyen à Christ Church.
| Nom                                                                            | Portrait | Mandat               | Mandat               |
| ------------------------------------------------------------------------------ | -------- | -------------------- | -------------------- |
| Richard Cox                                                                    |          | 1546                 | 1553                 |
| Richard Marshall                                                               |          | 1553                 | 1559                 |
| George Carew                                                                   |          | 1559                 | 1561                 |
| Thomas Sampson                                                                 |          | 1561                 | 1565                 |
| Thomas Godwin                                                                  |          | 1565                 | 1567                 |
| Thomas Cooper                                                                  |          | 1567                 | 1571                 |
| John Piers                                                                     |          | 1571                 | 1576                 |
| Tobias Matthew                                                                 |          | 1577                 | 1583                 |
| William James                                                                  |          | 1584                 | 1596                 |
| Thomas Ravis                                                                   |          | 1596                 | 1605                 |
| John King                                                                      |          | 1605                 | 1611                 |
| William Goodwin                                                                |          | 1611                 | 1620                 |
| Richard Corbet                                                                 |          | 1620                 | 1628                 |
| Brian Duppa                                                                    |          | 1628                 | 1638                 |
| Samuel Fell                                                                    |          | 1638                 | 1648                 |
| Edward Reynolds                                                                |          | 1648                 | 1651                 |
| John Owen                                                                      |          | 1651                 | 1660                 |
| Edward Reynolds                                                                |          | mars–juillet 1660    | mars–juillet 1660    |
| George Morley                                                                  |          | juillet–octobre 1660 | juillet–octobre 1660 |
| John Fell (en commendam en tant que évêque de Bristol à partir de 1676)        |          | 1660                 | 1686                 |
| John Massey                                                                    |          | 1686                 | 1688                 |
| Henry Aldrich                                                                  |          | 1689                 | 1710                 |
| Francis Atterbury                                                              |          | 1711                 | 1713                 |
| George Smalridge (en commendam en tant que évêque de Bristol à partir de 1714) |          | 1713                 | 1719                 |
| Hugh Boulter (en commendam en tant que évêque de Bristol)                      |          | 1719                 | 1724                 |
| William Bradshaw (en commendam en tant que évêque de Bristol)                  |          | 1724                 | 1732                 |
| John Conybeare (en commendam en tant que évêque de Bristol à partir de 1750)   |          | 1733                 | 1755                 |
| David Gregory                                                                  |          | 1756                 | 1767                 |
| William Markham (en commendam en tant que évêque de Bristol à partir de 1771)  |          | 1767                 | 1777                 |
| Lewis Bagot (en commendam en tant que évêque de Bristol à partir de 1782)      |          | 1777                 | 1783                 |
| Cyril Jackson                                                                  |          | 1783                 | 1809                 |
| Charles Henry Hall                                                             |          | 1809                 | 1824                 |
| Samuel Smith                                                                   |          | 1824                 | 1831                 |
| Thomas Gaisford                                                                |          | 1831                 | 1855                 |
| Henry Liddell                                                                  |          | 1855                 | 1891                 |
| Francis Paget                                                                  |          | 1892                 | 1901                 |
| Thomas Strong                                                                  |          | 1901                 | 1920                 |
| Henry Julian White                                                             |          | 1920                 | 1934                 |
| Alwyn Williams                                                                 |          | 1934                 | 1939                 |
| John Lowe                                                                      |          | 1939                 | 1959                 |
| Cuthbert Simpson                                                               |          | 1959                 | 1969                 |
| Henry Chadwick                                                                 |          | 1969                 | 1979                 |
| Eric Heaton                                                                    |          | 1979                 | 1991                 |
| John Drury                                                                     |          | 1991                 | 2003                 |
| Christopher Lewis                                                              |          | 2003                 | 2014                 |
| Martyn Percy                                                                   |          | 2014                 | Titulaire            |